# Heinrich Bihler
Heinrich Bihler (Friburg de Brisgòvia, 14 d'octubre de 1918 - 17 de gener de 2017) fou un lingüista alemany.

## Biografia
Es llicencià a la Universitat de Múnic com a alumne de Gerhard Rohlfs i Hans Rheinfelder i es va doctorar el 1950 amb la tesi Die Stellung des Katalanischen zum Provenzalischen und Kastilischen. Statistische Analyse von katalanischen Texten aus Mittelalter und Neuzeit (La situació del català en relació al provençal i castellà. L'anàlisi estadística dels textos catalans a l'edat mitjana i moderna, Frankfurt am Main 2001). Es va habilitar el 1956 amb la tesi Spanische Versdichtung des Mittelalters im Lichte der spanischen Kritik der Aufklärung und Vorromantik (La poesia espanyola de l'edat mitjana a la llum de la crítica espanyola de la Il·lustració i del pre-romanticisme, Münster 1957). De 1961 a 1972 va ser (malgrat la pèrdua de la visió) professor associat de Filologia Romànica a la Universitat de Göttingen, i després es va retirar a causa de la constant hostilitat dels estudiants després del maig de 1968, però va mantenir les classes presencials fins a 1986.
Bihler va ser cofundador i editor de la revista Iberoromania. S'ha especialitzat en les literatures hispàniques, en literatura francesa, la poesia de Salvador Espriu i en literatura comparada. El 1998 va rebre la Creu de Sant Jordi. El 2015 fou nomenat membre d'honor del Deutscher Hispanistenverband (associació d'hispanistes alemanys), i fou també president d'honor del Deutscher Katalanistenverband (associació de catalanistes alemanys).

## Obres
- Die sprachgeschtliche Stellung des Katalanischen (1950)
- Spanische Versdichtung des Mittelalters (1957)
- Salvador Espriu 'Setmana santa' (1971)
- Französische Stillehre (1955)
- Zur Gestalt mittelalterlicher lateinischer französischer und spanischer Fassungen der Fabel vom Fuchs und vom Raben (1963)